# F.U.E.P.
Albums de Lily Allen
Paris Live Session
(2009)
F.U.E.P. (Fuck You Extended Play) est le premier extended play de l'artiste anglaise Lily Allen. Il est sorti le 31 mars 2009 sous Capitol Records exclusivement pour l'iTunes Store américain . Sa pochette est une simple photo prise lors de la séance photo promotionnelle pour It's Not Me, It's You. Il comprend une édition « propre » de Fuck You, la reprise de la chanson de Britney Spears, Womanizer et les faces B du single The Fear, intitulées Fag Hag et Kabul Shit.

## Liste des pistes
| No | Titre                          | Auteur                           | Producteur(s) | Durée |
| -- | ------------------------------ | -------------------------------- | ------------- | ----- |
| 1. | Fuck You (clean radio edit)    | Lily Allen, Greg Kurstin         | G. Kurstin    | 3:41  |
| 2. | Fag Hag                        | L. Allen, G. Kurstin             | G. Kurstin    | 2:55  |
| 3. | Kabul Shit                     | L. Allen, G. Kurstin             | G. Kurstin    | 3:45  |
| 4. | Womanizer (Version Acoustique) | Nikesha Briscoe, Rafael Akinyemi | G. Kurstin    | 3:33  |